# Crist de la Mar
La capella del Crist de la Mar o Església de Sant Pere està a les proximitats del port de Benicarló i és popularment coneguda com l'Ermita del Crist de la Mar; este Crist sempre ha sigut objecte de profunda devoció a Benicarló. La llegenda conta que el 1650 va arribar a les platges de Benicarló un falutx d'on va desembarcar Cèsar Cataldo portant una imatge del crist a la creu, la seua arribada va ser qualificada de prodigiosa i els miracles que va fer la Santa Imatge encara més.

## Història
La història de l'arribada del Crist de la Mar a Benicarló es remunta al 1648. Per aquella època el poble sofria una gran epidèmia de pesta bubònica i, en aquella època també, hi vivia un italià anomenat Cèsar Cataldo que era presoner dels pirates berberescos a Tunísia.
Cèsar volia escapar i sempre demanava el seu alliberament. A la casa on era presoner hi havia una imatge d'un Crist a la qual Cèsar li pregava totes les nits per demanar-li la seua llibertat i que enfortira la seua fe. Tant era així, que va jurar passar la resta de la seua vida ajudant els empestats si finalment aconseguia ser lliure.
Una nit, mentres dormia, Cèsar va sentir una veu que li va dir que es dirigira a la platja. Allà va trobar un bot. Com va ser la seua sorpresa quan, en pujar, es va trobar allí la imatge del Crist al que tant li havia demanat la seua llibertat. Es va dirigir cap a un vaixell que estava un poc allunyat de la costa i este el va recollir i van posar rumb cap a la Corona d'Aragó.
El vaixell, a l'altura de Benicarló, va parar ràpidament el seu avanç sense cap motiu i, per molt d'esforç que van fer els mariners per continuar el seu camí, el vaixell es va quedar immòbil. Els tripulants van decidir desembarcar i, ja en terra, es van trobar amb l'alcalde i el capellà que els van explicar l'epidèmia que assolava Benicarló. Cèsar, com que havia fet un vot d'ajuda als empestats, va tornar al vaixell per la imatge perquè va pensar que li podria salvar de la terrible malaltia. Des del moment en què la imatge va tocar terra, la pesta va desaparéixer de tal forma que ja no hi va haver cap nou afectat ni cap defunció.

## Construcció de la nova capella
Des de l'arribada del Crist de la Mar en 1650 se li rendix culte a l'ermita de Santa Maria del Mar. L'ermita, situada en el balustre, es va anar deteriorant amb el pas del temps i l'acció del mar fins a quedar en un estat ruïnós i es va aconsellar el seu enderrocament.
El 1921 es van reunir les autoritats competents i es va acordar per unanimitat aixecar una nova capella i nomenar una comissió per triar el seu emplaçament. El terreny triat va ser el que ocupaven unes cases mig derruïdes propietat de Joana Arnau, que va cedir les seues propietats i va donar diners per comprar les dels altres.
El pressupost de la capella va ser de 50.000 pessetes i la Junta per recaptar fons va acordar obrir una subscripció voluntària entre els benicarlandos perquè aportaren donatius, prestacions personals o perquè ajudaren deixant els carros per al transport del material. En 1922 es produïx l'enderrocament de les cases on havia de construir-se la nova ermita i este mateix any es va determinar que, a causa del mal estat de l'ermita de Santa Maria, les imatges havien de ser traslladades pel perill imminent de quedar soterrades per un possible enderrocament. L'església es va tancar al culte i es van portar les imatges en processó fins a l'església parroquial.
El 8 de desembre d'aquest mateix any es va dur a terme la benedicció de la primera pedra de l'església i el maig de 1924 es van acabar les obres, encara que la decoració es va acabar en el mes de novembre.
En honor de la inauguració del temple, es van organitzar festes, es van adornar els carrers, va haver-hi cercaviles i tot Benicarló va vibrar d'alegria.

## Destrucció i arribada de la nova imatge
En 1936, durant la Guerra Civil, els edificis religiosos van sofrir grans danys. Les esglésies es van tancar al culte, l'església de Sant Bartomeu va quedar convertida en un mercat de vitualles, l'església de les Concepcionistes i el col·legi de La Salle es van utilitzar al final de la Guerra com a presó militar. L'ermita del Crist del Mar va córrer la pitjor sort. Amb unes cordes es va derrocar l'altar major i tot l'interior va ser destruït. La imatge de Santa Maria de la Mar es va salvar de ser destruïda perquè els veïns la van amagar en diverses cases. No va passar igual amb la imatge del Crist, que, encara que també va ser amagada, finalment va ser trobada i destruïda. Finalitzada la contesa va ser aprofitat, primer com a refugi de soldats i, més tard, com a seu del tribunal militar, en el qual es van dictar més de 20 sentències de mort. En 1940 es va manar construir una imatge del Crist, còpia fidel a l'anterior i de la qual porta un dit a la seua mà esquerra. La nova imatge va tornar a arribar per la mar el 7 de març de 1940 i, amb ella, va tornar la devoció dels benicarlandos. A la seua arribada, la imatge va ser rebuda per autoritats i per centenars de persones ja no solament de Benicarló sinó també de poblacions properes. Una vegada desembarcada, la imatge va ser portada a coll per mariners acompanyada per la gran quantitat de gent que s'havia congregat per rebre-la, considerada com la manifestació popular més multitudinària de la història de Benicarló. En 1950, amb motiu del III centenari de l'arribada del Crist, es va construir un nou altar i es va decorar tota la capella. En 1974 es va celebrar el 50é aniversari de la capella. Es va realitzar una nova reforma de l'interior per donar-li capacitat i llum. Es van respectar els murals a banda i banda de la imatge del Crist de la Mar que representa la «predicació de Jesús a la vora de la mar de Galilea» i la «multiplicació dels pans i els peixos» El sagrari de ferro forjat simbolitza un far de mar envoltat de baixos relleus que representen als 12 apòstols. Va ser un regal de les esclaves de 1973. En 1990, amb motiu del 50é aniversari de la segona arribada del Crist de la Mar, es va pintar l'interior de la capella, es va restaurar i es va pintar la façana i es van estucar les columnes i el marc de la porta.

## Església i imatges
És d'estil historicista, d'arquitectura pseudo-romànica amb elements romans d'Orient i altres mudèjars. Projecte de Joan d'Abril, ric en marbres, en l'absis té una sèrie de frescs de Joan Massagué que recorden la vida de Cèsar Cataldo, pintures al·legòriques de l'arribada de Santa Maria i del Crist de la Mar en la part alta de l'absis. A la zona baixa podem trobar pintures d'Ángel Acosta referents a la «predicació de Jesús en el Mar de Galilea» i la «multiplicació dels pans i els peixos». Té una nau central amb capelles laterals, sostre tancat amb volta de canó semicircular tallat per arcs llunetes. També té dos portes d'accessòries a la façana lateral. La façana i els murs interiors són de maçoneria, cobertes de teula àrab. Dins de l'església podem trobar la imatge romànica de Santa Maria de la Mar. Es tracta d'una talla de fusta de 72cm d'altura policromadda, que representa a una verge asseguda amb el xiquet en el costat esquerre, que va ser portada per Jaume I el Conqueridor. Ha patit diverses mutilacions al llarg dels anys, però actualment, el nucli mateix de la verge, amb el cascavell sobre el qual està asseguda, és original. Li falten dos mans i té desperfectes en la part posterior del cap. La falta d'un treball cuidat en el si i el vestit indica que portava al xiquet per la part de davant, en posició frontal i la verge podria ser de les anomenades «tron-saviesa» com a tron mostrant al fill de Déu als fidels. Segurament el xiquet portaria un llibre a la mà esquerra i aixecaria l'altra en senyal de beneir. El rostre insinua certa gràcia i expressivitat amb un lleu gest de somriure. El dors no està treballat i presenta aspecte de tronc.